# روسیچی
روسیچی (به صربی: Rosići) یک منطقهٔ مسکونی در صربستان است که در کوسیریچ واقع شده‌است. روسیچی ۳۱۶ نفر جمعیت دارد.